# Piercia basutensis
Piercia basutensis är en fjärilsart som beskrevs av Louis Beethoven Prout 1925. Piercia basutensis ingår i släktet Piercia och familjen mätare. Inga underarter finns listade i Catalogue of Life.